# Dieter Seelbach
Dieter Seelbach (* 7. April 1941 in Frankfurt am Main) ist ein deutscher Romanist.

## Leben
Er studierte an der Goethe-Universität Romanistik und Theorie der Leibeserziehung. Am 8. Juli 1970 legte er in Frankfurt am Main das Doktorexamen (Dr. phil.) ab.  Am 1. Juni 1974 wurde er zum Dozenten für Romanistik/Linguistik an der Universität Gießen ernannt. Am 8. Juni 1978 habilitierte er sich in Gießen für das Fach Romanische Philologie: Sprachwissenschaft. Am 31. Mai 1979 wurde er als Nachfolger von Gerhard Wahrig an die Universität Mainz berufen und zum Professor auf Lebenszeit
ernannt. Am 1. Oktober 1995 wurde er auf eine C3-Professur für Allgemeine Sprachwissenschaft berufen.
Seine Forschungsschwerpunkte sind französische und italienische Literatur, moderne Lyrik und Literaturdidaktik.